# كوانتم كونيندرم (لعبة فيديو)
كوانتم كونيندرم (بالإنجليزية: Quantum Conundrum)‏ هي لعبة منصات من الخيال العلمي وهي لعبة الألغاز، أنتجت اللعبة في شهر يوليو سنة 2012م، انتجها شركة سكوير إنكس، وطورها شركة أنريل أنجن، وتعمل لأنظمة إكس بوكس 360 وويندوز مايكروسوفت وبلاي ستيشن 3 .

## قصة
تدور قصة اللعبة حول الصبي يبلغ من العمر 12 عاماً، وهو يعيش في منزل افتراضي، وكان هدفه الخروج من المنزل الكبير الملئ بالليزر الحارق وبعض البراكين في أسفل المنزل.

## وصلات خارجية
- Official homepage